# Leuctra cazorlana
Leuctra cazorlana är en bäcksländeart som beskrevs av Aubert 1962. Leuctra cazorlana ingår i släktet Leuctra och familjen smalbäcksländor. Inga underarter finns listade i Catalogue of Life.